# تئودور درینج
تئودور "تد" مایکل درینج (به انگلیسی: Theodore Drange) (زاده ۱۹۳۴) استاد فلسفه دین و از ۱۹۶۶ تا ۲۰۰۱ استاد دانشگاه ویرجینیای غربی بوده‌است. او لیسانس خود را از کالج بروکلین در ۱۹۵۵، و پی‌اچ‌دی را از دانشگاه کرنل در ۱۹۶۳ دریافت کرده‌است. وی دو کتاب نوشته‌است: یکی درباره فلسفه زبان به نام گذرگاه نوع (۱۹۶۶) و دیگری درباره فلسفه دین به نام ناباوری و شر: دو برهان برای عدم وجود خدا (۱۹۹۸). درنج، همچنین مقاله‌های بسیاری درباره دین و بی‌خدایی، به ویژه در وب‌گاه کافران اینترنت نوشته‌است.